# Projekt 775

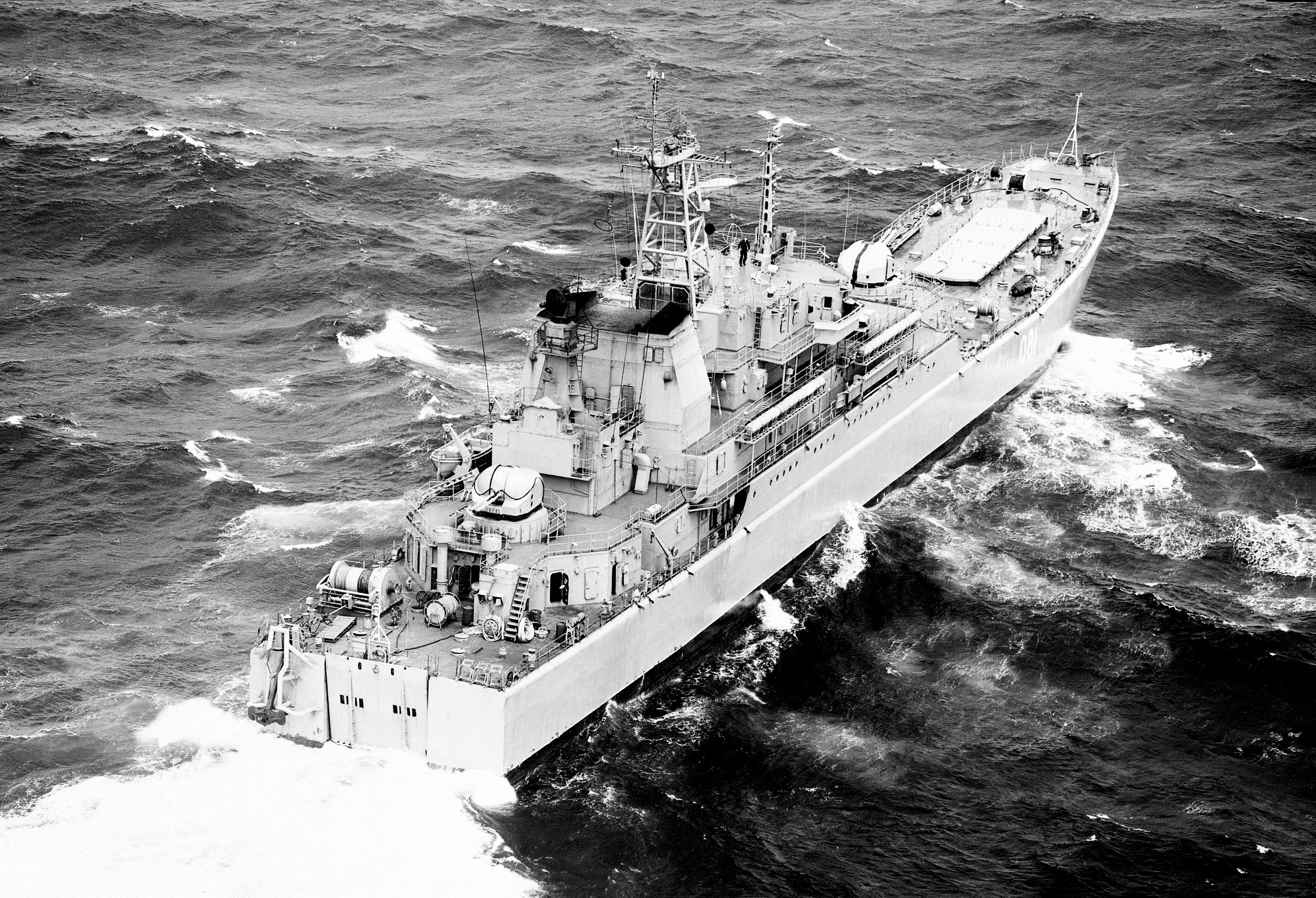
BDK-14 i april 1991. Både akterporten och lastluckan på fördäck syns tydligt.

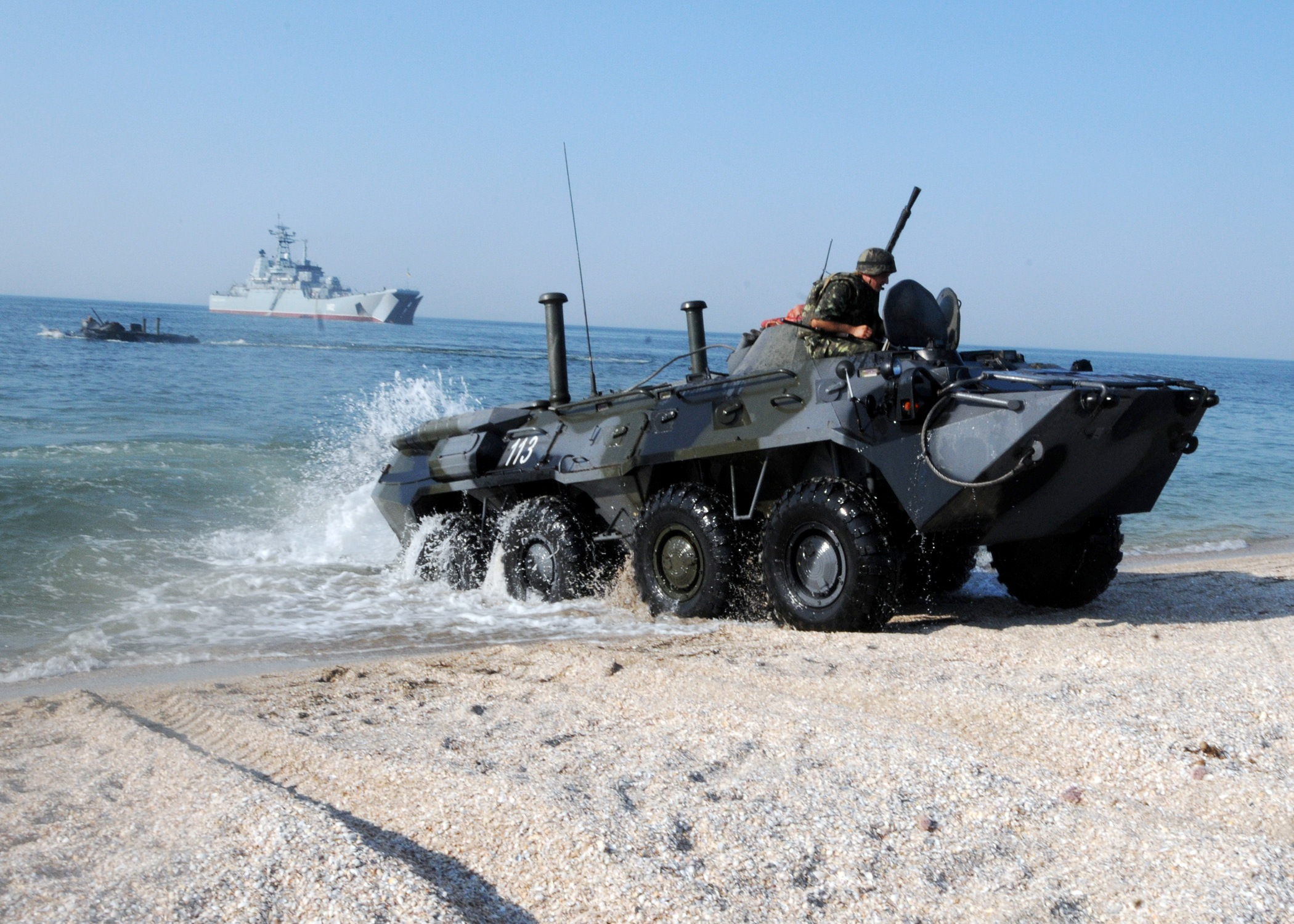
BTR-80 amfibiska pansarbilar simmar iland från det ukrainska landstigningsfartyget Konstantin Olsjanskij under övningen Sea Breeze i juli 2010.

Projekt 775 (ryska: Большие десантные корабли проекта 775: Bolsjije desantnyje korabli projekta 775), NATO-rapporteringsnamn Ropucha -klass (efter polska: ropucha: padda), är en serie landstigningsfartyg byggda i Polen för Sovjetiska flottan under 1970- och 1980-talen.

## Utveckling
Sovjetiska flottan delade in landstigningsfartyg i tre klasser; Stora, medelstora och små avsedda att landsätta en bataljon, ett kompani respektive en pluton. I takt med att stridsvagnarna blev allt tyngre blev de äldre fartygen för små för att kunna bära den styrka som de var konstruerade för. Därför beslutades 1968 att en ny klass landstigningsfartyg skulle byggas. Ironiskt nog blev Projekt 775 år 1977 omklassificerade från medelstora till stora landstigningsfartyg och blev därmed också för små för sin klass eftersom de inte kunde landsätta en bataljon.
Konstruktionsarbetet utfördes i Polen och alla fartyg byggdes på varvet Stocznia Północna i Gdańsk.
Från och med 1988 ställdes produktionen om till en moderniserad variant kallad Projekt 775M med modernare beväpning och elektronik.

## Historia
År 1986 användes fartygstypen för att evakuera sovjetiska medborgare från Aden under inbördeskriget i Sydjemen. År 1991 genomfördes en liknande operation för att evakuera sovjetiska medborgare från Etiopien efter att Mengistu Haile Mariam och hans marxistiska regim störtats.
Den största operationen genomfördes 1999 då fem fartyg förde den ryska fredsbevarande styrkan till Jugoslavien via Thessaloníki. Landstigningsfartyget Jamal landsatte ryska trupper i den georgiska hamnen Poti under Kriget i Georgien 2008 (det var dessa trupper som sprängde den före detta sovjetiska robotbåten Tbilisi).

## Konstruktion
Lastdäcket löper genom hela fartygets längd. Vanligtvis används akterporten för lastning och bogporten för lossning/landstigning, men fartygen kan även lastas/lossas med kran genom luckor i förskeppet. Akterporten kan också användas för att lägga ut minor.

## Fartyg i klassen
- SDK-47 – Levererad 1 juli 1974, avrustad i december 1994.1
- SDK-48 – Levererad 30 juni 1975, avrustad i juli 1994.1
- SDK-63 – Levererad 30 juni 1975, avrustad i juli 1994.1
- SDK-90 – Levererad 30 november 1975, avrustad i juli 1994.1
- SDK-91 – Levererad 30 juni 1976, fick namnet Olenegorskij gornjak i maj 2000. Fortfarande i tjänst i norra flottan.1
- SDK-181 – Levererad 9 oktober 1976, avrustad i juli 1994.1
- SDK-182 – Levererad 30 november 1976, fick namnet Kondopoga i februari 1999. Fortfarande i tjänst i norra flottan.1
- SDK-183 – Levererad 15 mars 1977, fick namnet Kotlas i april 2003. Avrustad i juni 2005.1
- SDK-197 – Levererad 21 september 1977, avrustad i juli 1994.1
- SDK-200 – Levererad 1977, avrustad i juni 1993.1
- SDK-55 – Levererad 30 juli 1978, fick namnet Alexandr Otrakovskij i maj 2001. Fortfarande i tjänst i norra flottan.1
- SDK-119 – Levererad 27 februari 1979. Konverterad till lastfartyg och såld till Jemen 2002.1
- BDK-14 – Levererad 31 augusti 1981, avrustad i maj 2001.
- BDK-101 – Levererad 19 december 1981, fick namnet Osljabja i januari 2006. Fortfarande i tjänst i stillahavsflottan.
- BDK-105 – Levererad 2 mars 1982, avrustad i april 2002.
- BDK-98 – Levererad 28 september 1982, fick namnet  Admiral Nevelskoj i juli 2011. Fortfarande i tjänst i stillahavsflottan.
- BDK-32 – Levererad 1982, avrustad i april 2002.
- BDK-43 – Levererad 30 maj 1983, omdöpt till Minsk i september 2000. I tjänst med östersjöflottan fram till februari 2022 då hon överfördes till Svarta Havet för att understödja Rysslands invasion av Ukraina.
- BDK-58 – Levererad 9 december 1984, omdöpt till Kaliningrad i april 1999. Fortfarande i tjänst i östersjöflottan.
- BDK-45 – Levererad 5 mars 1985, omdöpt till Georgij Pobedonosets i juli 2002. Fortfarande i tjänst i norra flottan.
- BDK-56 – Levererad 1985, omdöpt till Konstantin Olsjanskij och överlämnad till Ukraina 1991.
- BDK-60 – Levererad 31 december 1985, fick namnet  Alexandr Sjabalin i november 1986. Fortfarande i tjänst i östersjöflottan.
- BDK-64 – Levererad 30 september 1986, omdöpt till Tsezar Kunikov i maj 1989. Fortfarande i tjänst i svartahavsflottan.
- BDK-46 – Levererad 30 november 1987, omdöpt till Novotjerkassk i juli 2002. Sänkt i hamnen i Feodosia av en ukrainsk robotattack natten mot annandagen 2023.[1]
- BDK-67 – Levererad 30 april 1988, fick namnet Jamal i januari 2002. Fortfarande i tjänst i svartahavsflottan.
- BDK-54 – Levererad 12 oktober 1990, omdöpt till Azov i november 1998. Fortfarande i tjänst i svartahavsflottan.2
- BDK-11 – Levererad 10 april 1991, fick namnet Peresvet i januari 2006. Fortfarande i tjänst i stillahavsflottan.2
- BDK-61 – Levererad 10 juli 1991, fick namnet Korolev i augusti 2000. Fortfarande i tjänst i östersjöflottan.2